# Hohengœft
Hohengœft (deutsch Hohengöft) ist eine französische Gemeinde mit 536 Einwohnern (Stand 1. Januar 2021) im Département Bas-Rhin in der Region Grand Est (bis 2015 Elsass). Sie gehört dem Gemeindeverband Mossig et Vinnoble an.

## Geografie
Die Gemeinde Hohengœft liegt am Rande der Vogesen und ist 16 Kilometer von Saverne und 25 Kilometer von Straßburg entfernt. Südöstlich der Gemeinde erhebt sich der 397 m hohe Goeftberg als nordöstliche Fortsetzung eines Vogesen-Ausläufers.
Nachbargemeinden von Hohengœft sind Rangen im Norden, Willgottheim im Nordosten, Wintzenheim-Kochersberg im Osten, Kuttolsheim und Nordheim im Südosten, Wasselonne im Süden, Crastatt im Westen und Zehnacker im Nordwesten.

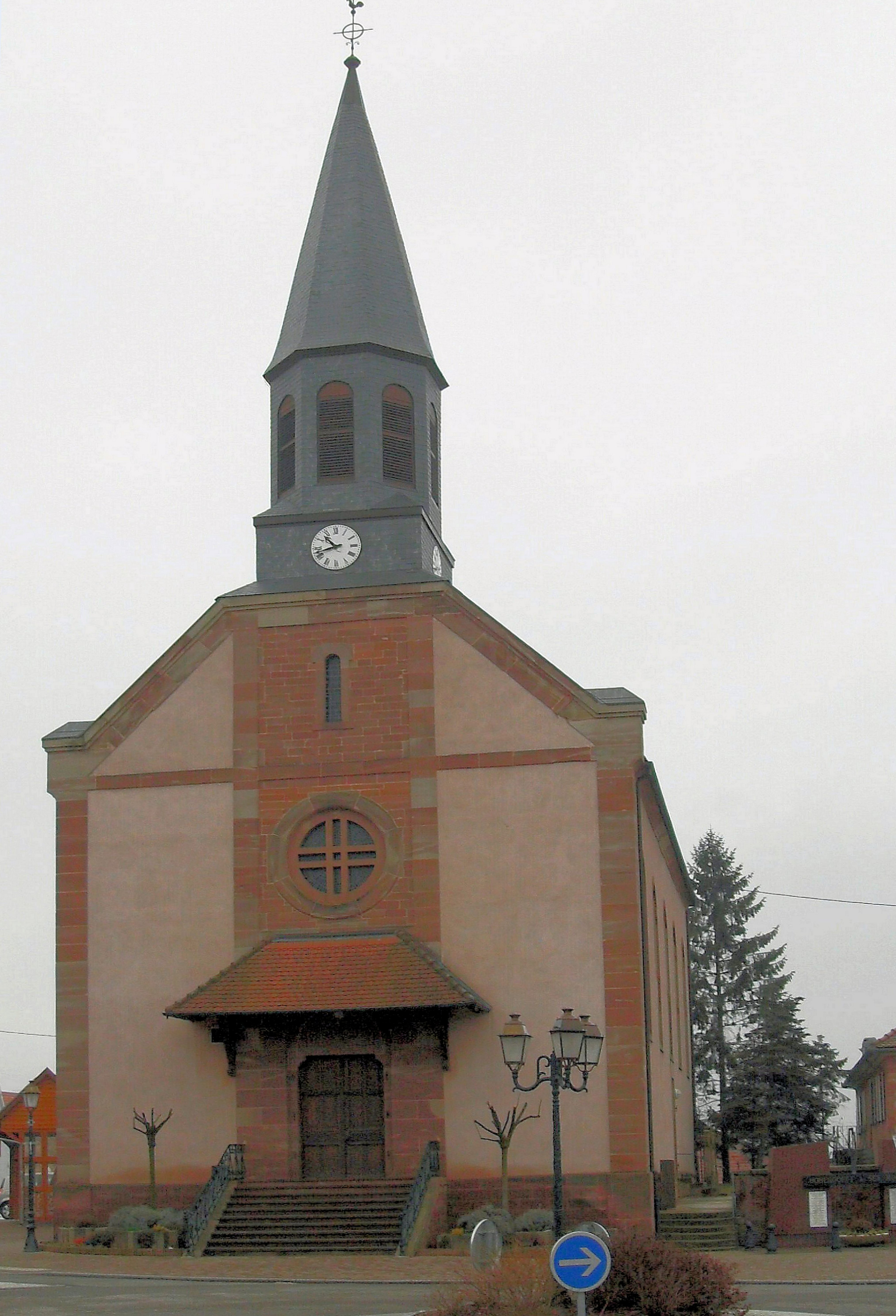
Kirche Saint-Antoine in Hohengœft

## Geschichte
Hohengœft gehörte dem 1992 gegründeten Gemeindeverband Communauté de communes des Coteaux de la Mossig an, der 2017 in der Communauté de communes de la Mossig et du Vignoble aufging. Am 1. Januar 2015 wechselte die Gemeinde vom Arrondissement Saverne zum Arrondissement Molsheim und zum selben Zeitpunkt vom Kanton Marmoutier zum Kanton Saverne.

## Bevölkerungsentwicklung
| 1962 | 1968 | 1975 | 1982 | 1990 | 1999 | 2006 | 2019 |
| ---- | ---- | ---- | ---- | ---- | ---- | ---- | ---- |
| 323  | 334  | 304  | 307  | 435  | 480  | 517  | 547  |